# Assassin(s), no comment
Pour les articles homonymes, voir Assassin.
Assassin(s), no comment est un documentaire réalisé d'Amar Arhab sorti en 1997.

## Thème
Un documentaire sur le film Assassin(s) de Mathieu Kassovitz et avec Michel Serrault.

## Fiche technique
- Réalisation : Amar Arhab
- Scénario : Christophe d'Yvoire
- Sociétés de Production : Canal+, Lazennec Films et Les Films en Hiver
- Année : 1997
- Pays :  France
- Genre : Documentaire
- Distributeur : Canal+

## Distribution
- Michel Serrault
- Mathieu Kassovitz